# Premio Friedrich Hölderlin
El premio Friedrich Hölderlin (en alemán: Friedrich-Hölderlin-Preis) es el nombre de dos premios literarios alemanes. 
Premio Friedrich Hölderlin de la ciudad de Bad Homburg vor der Höhe.
Dotado con 12500 euros hasta 2007 y con 20000 en la actualidad. Existe además un premio de fomento a autores (Förderpreis).

## Laureados
- 1983: Hermann Burger, Förderpreis: Peter Maiwald
- 1984: Sarah Kirsch, Förderpreis: Marcel Konrad
- 1985: Ulla Hahn, Förderpreis: Dante Andrea Franzetti
- 1986: Elisabeth Borchers, Förderpreis: Klaus Hensel
- 1987: Peter Härtling, Förderpreis: Uwe Kolbe
- 1988: Karl Krolow, Förderpreis: Werner Söllner
- 1989: Wolf Biermann, Förderpreis: Sabine Techel
- 1990: Rolf Haufs, Förderpreis: Jan Koneffke
- 1991: Günter Kunert, Förderpreis: Lioba Happel
- 1992: Hilde Domin, Förderpreis:  Barbara Köhler
- 1993: Friederike Mayröcker, Förderpreis: Zehra Cirak
- 1994: Ludwig Harig, Förderpreis: Norbert Gstrein
- 1995: Ernst Jandl, Förderpreis: Sabine Küchler
- 1996: Martin Walser, Förderpreis: Raoul Schrott
- 1997: Doris Runge, Förderpreis: Walle Sayer
- 1998: Christoph Ransmayr, Förderpreis: Katrin Askan
- 1999: Reiner Kunze, Förderpreis: Karl-Heinz Ott
- 2000: Marcel Reich-Ranicki, Förderpreis: Jörg Bernig
- 2001: Dieter Wellershoff, Förderpreis: Ulrike Draesner
- 2002: Robert Menasse, Förderpreis: Julia Schoch
- 2003: Monika Maron, Förderpreis: Juli Zeh
- 2004: Johannes Kühn, Förderpreis: Gregor Sander
- 2005: Durs Grünbein, Förderpreis: Arno Geiger
- 2006: Rüdiger Safranski, Förderpreis: Beate Rothmaier
- 2007: Urs Widmer, Förderpreis: Nadja Einzmann
- 2008: Ror Wolf, Förderpreis: Hendrik Jackson
- 2009: Judith Hermann, Förderpreis: Lena Gorelik
- 2010: Georg Kreisler, Förderpreis: Eva Baronsky
- 2011: Arno Geiger, Förderpreis: Daniela Seel
- 2012: Klaus Merz, Förderpreis: Judith Schalansky
- 2013: Ralf Rothmann, Förderpreis: Arno Camenisch
- 2014: Peter Stamm, Förderpreis: Nellja Veremej
- 2015: Michael Kleeberg, Förderpreis: Teresa Präauer
- 2016: Christoph Peters, Förderpreis: Per Leo
- 2017: Eva Menasse, Förderpreis Nele Pollatschek
- 2018: Daniel Kehlmann; Förderpreis: Alina Herbing

## Premio Friedrich Hölderlin de la universidad y la villa deTubinga
Dotado con 10000 euros. 

### Laureados
- 1989: Theater Lindenhof Melchingen
- 1991: Michael Hamburger
- 1993: Uwe Kolbe
- 1995: Dieter Henrich
- 1997: Philippe Jaccottet
- 1999: Thomas Rosenlöcher
- 2001: György Kurtág
- 2003: Marcel Beyer
- 2005: Andrea Zanzotto
- 2007: Harald Bergmann
- 2009: D. E. Sattler
- 2011: Jan Wagner
- 2013: Peter Brandes
- 2015: Herta Müller